# Ніколетто Гіганті
Ніколéтто Гігáнті (італ. Nicoletto Giganti) — венеційський майстер фехтування XVII століття. На його фронтисписі 1606 року зберігся напис «Ніколетто Гіганті Венеційський» (італ. Nicoletto Giganti Vinitiano), також є повні підстави так вважати, бо він або його родина, переїхали до Венеції з міста Фоссомброне (Центральна Італія).

## Біографія

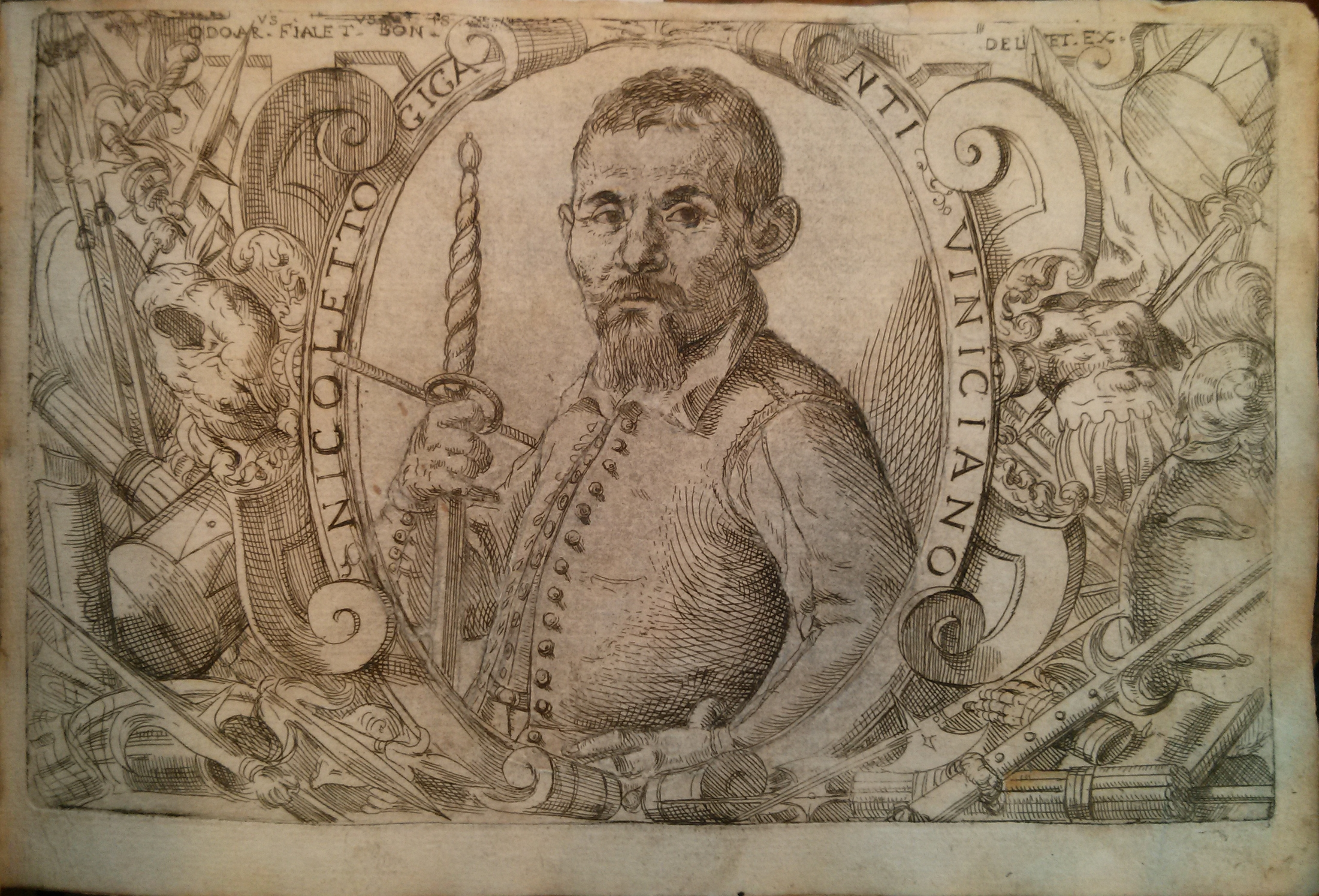
Николетто Гиганти. Трактат «Школа или театр»

Мало що відомо про життя Гіганті, але в посвяченні до свого трактату 1606 року, він повідомляє про двадцять сім років професійного досвіду, в той час, як сім'я Гіганті довгий час перебували на військовій службі у Венеції..
Ніколетто Гіганті є одним з відомих засновників Венеційської школи фехтування.

## Трактат «Школа або театр»

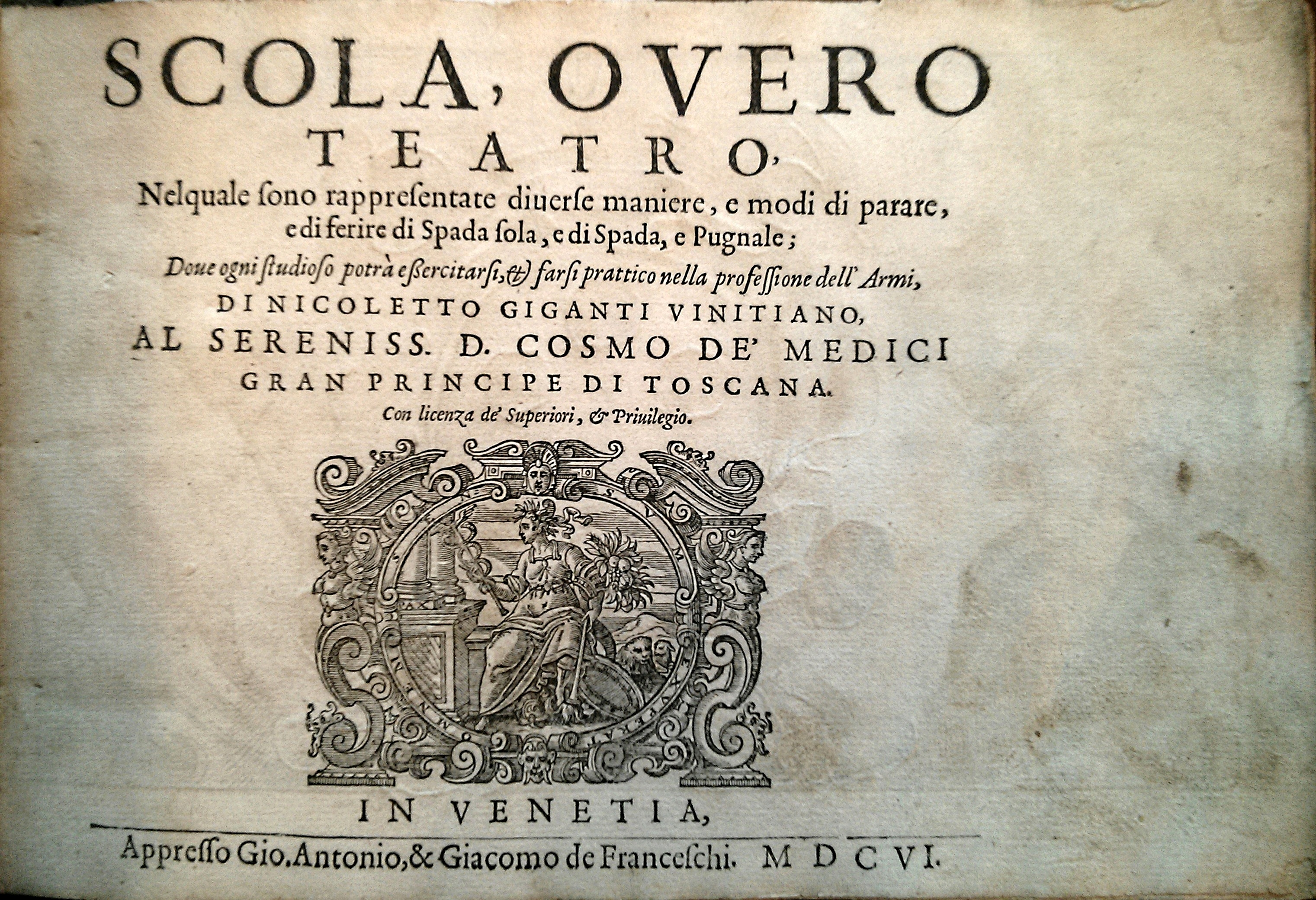
Трактат «Scola, overo, Teatro». Ніколетто Гіганті

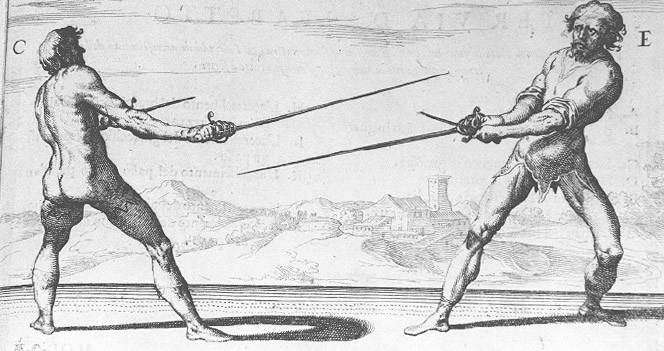
Демонстрація роботи з мечем і кинджалом з трактата «Scola, overo, Teatro» Ніколетто Гіганті

Його Трактат «Scola overo Teatro» вперше надруковано 1606 року та було перевидано в Італії вже у 1628 році, перекладено та надруковано французькою та німецькою відповідно у 1619, 1622 та 1644 роках.
Ніколетто Гіганті відзначився тим, що вперше чітко пояснив переваги випаду в застосуванні до більшості атак. Перша ілюстрація в його трактаті «Scola, overo, teatro» зображує людину, яка виконує «tirare una stoccata longha», причому його поза не надто відрізняється від правильного сучасного випаду.
Техніка фехтування Ніколетто Гіганті, описана в трактаті «Школа і театр», на відміну від всіх інших венеційських напрямків, більшою мірою підходить для використання в кримінальній традиції.
Подібно Патеностріеру, Гіганті наводить кілька бойових позицій, але для використання виділяє тільки дві, вони відповідають четвертій та третій бойовим позиціям. У своїй contra guardia, яка є звичайним «з'єднанням», він поєднує принципи contra postura або trovare di spada. Ця дія, при якому корпус прикривається при з'єднанні клинків, він називає coprire la spada del nemico, і в залежності від бойових позицій, які він виділяє. Цю дію називають або stringere di dentro via, або di fuora via. Колючі удари наносяться з випадом або разом з різними зсувами, так як враховуються руху, які робить противник. Також Ніколетто Гіганті виділяє удар витягнутою рукою, які виконуються за високою або низькою лінії. Їх назви не відрізняються. Всі представлені Ніколетто Гіганті в своєму трактаті фінти є простими, так як складні фінти зі spada longa не дозволяють виконувати швидкі рухи.
Два роки по тому Гіганті опублікував другу роботу, де відстоював переваги бойової позиції з висунутої вперед лівою ногою і заявив про намір видати ще один трактат, в якому покаже, «що можна здійснювати всі дії, виставивши вперед ліву ногу». Це незрозуміла заява була цілком незрозумілим, втім, згадана книга так і не побачила світ. Замість неї були видані французький і німецький переклади першого трактату Ніколетто Гіганті «Scola, overo, Teatro», а також пізнише був ще раз перевиданий .